# Alicate

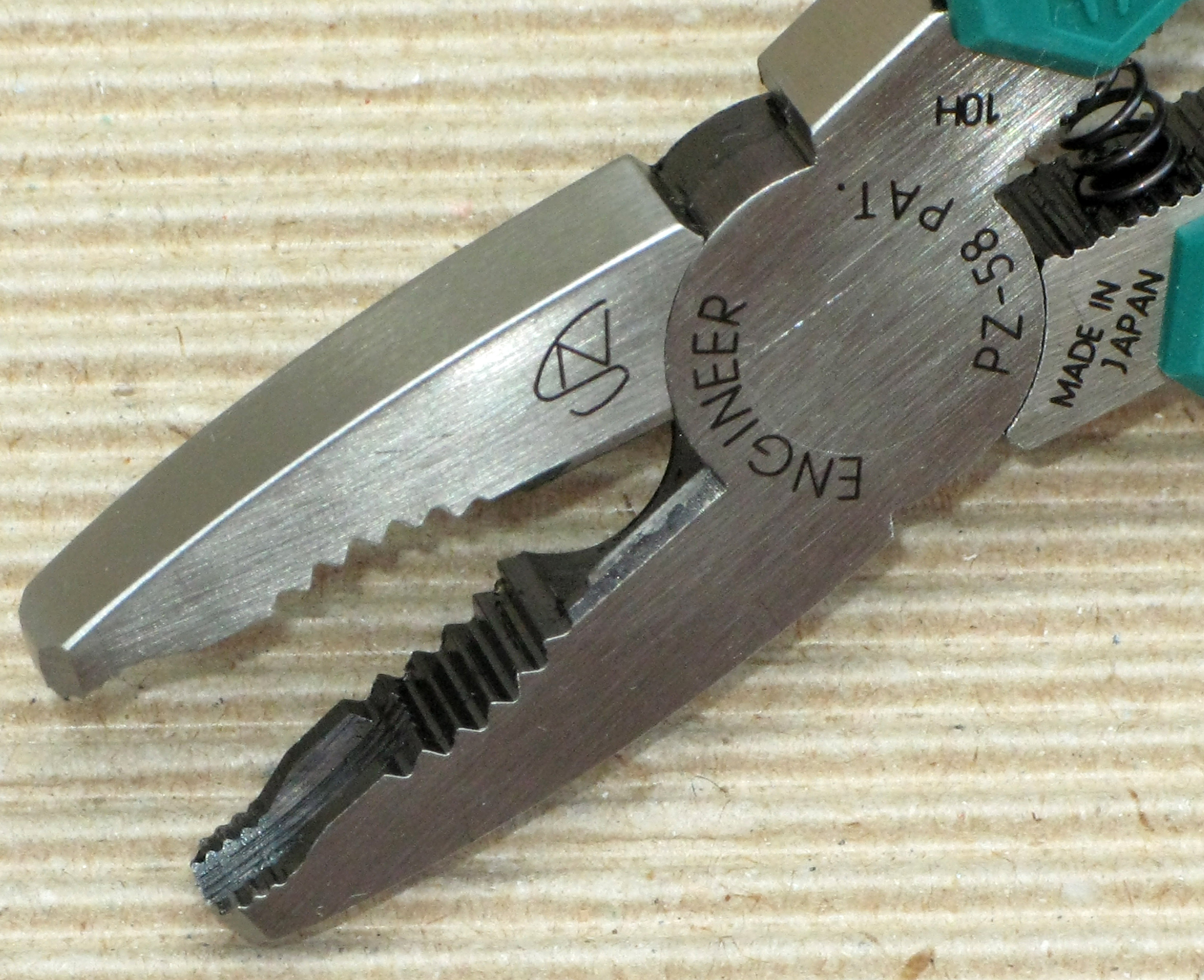
Alicates universales con muelle helicoidal

El alicate (más común en plural, alicates) (del árabe al-laqāṭ (اللقاط) /al.aqa:tˤ/, 'tenaza'), también denominado pinza, es una herramienta manual cuyos usos van desde sujetar piezas al corte o moldeado de distintos materiales.
Son comunes en todo equipo de herramientas manuales, ya que es un útil básico para el bricolaje. Esta especie de tenaza metálica  provista de dos brazos suele ser utilizada para múltiples funciones como sujetar elementos pequeños o cortar y modelar conductores, etc. Los alicates son herramientas imprescindibles para los trabajos de montajes electrónicos.
El alicate también se suele usar para apretar o aflojar tuercas a falta de una llave a tal efecto.

## Tipos de pinzas

Diagrama de fuerzas y ecuación

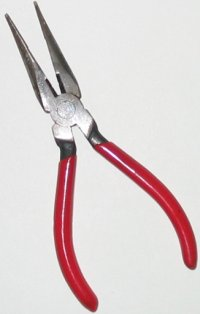
Alicates cigüeña

Hay varios tipos de Alicates, entre los que podemos citar:
- Alicates de boca plana: tienen la boca cuadrada, ligeramente estriada en su interior y con los brazos algo encorvados que sirven para doblar alambre, sujetar pequeñas piezas, etc.
- Alicates de punta redonda: únicamente se diferencian de los anteriores por terminar en dos piezas cilíndricas o cónicas y se emplean especialmente para doblar alambres en forma de anillo y también para hacer cadenas.
- Alicates de corte uña: su boca está formada por dos dientes afilados de acero templado. Los más comunes se utilizan para el corte de alambre y pequeñas piezas metálicas; otros, para cortar tubos de plomo y para cortar alambre de acero. Además los hay de forma especial («pelacables») con bocas en forma de «V» encaradas por la abertura de las «V», cuya distancia entre los dos dientes se gradúa con un tornillo, para que la presión no corte el cable como una cizalla.
- Alicates universales: son los mismos antes descritos combinados de forma tal que pueden servir para varios usos. Así, están los llamados «universales» y «de electricista», que se emplean para atornillar y cortar alambres y el «de teléfono», plano y con tres muescas para el corte de alambres.
- Alicates de lamparista: propios para desatornillar tubos y objetos cilíndricos que se distinguen por la forma particular de su forma cóncava y estirada con uno de sus brazos terminado en forma de cuadro.
- Alicates taladradores: utilizados unos para taladrar a mano metales de poco espesor pudiendo también cambiarse el taladro y otros llamados sacabocados que se emplean para taladrar cartón, cuero y otras materias semejantes, pudiendo en éstos fácilmente cambiarse el taladro que es de forma tubular con los bordes afilados.[2]
- Alicates de presión: se usan para aprisionar fuerte y fijamente algo, aprovechando la fuerza de torsión de la herramienta.

## Alicates y tenazas

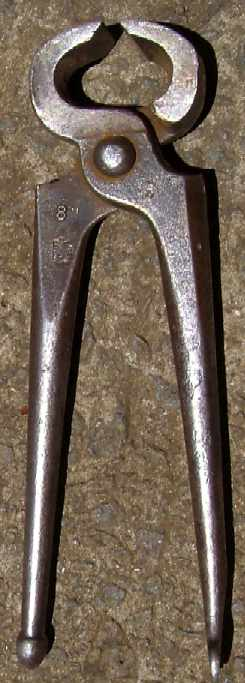
Tenaza

Mientras que la punta de la tenaza tiene forma de arco que se cierra formando una superficie redondeada para facilitar su función de corte, la punta del alicate suele ser plana, lo que permite apretar y ejercer presión o retención sobre un elemento.